# Grijze boomkikker
De grijze boomkikker (Dryophytes versicolor) is een kikker uit de familie boomkikkers (Hylidae). De soort werd voor het eerst wetenschappelijk beschreven door John Lawrence LeConte in 1825. Oorspronkelijk werd de wetenschappelijke naam Hyla verrucosa gebruikt. Lange tijd stond de kikker bekend onder de wetenschappelijke naam Hyla versicolor.

## Uiterlijke kenmerken
De lichaamslengte van de grijze boomkikker varieert van 3 tot 6 centimeter, mannetjes blijven wat kleiner en bereiken maximaal 5 cm. De kleur is grijs tot bruingrijs met een donkerder landkaart-achtige tekening op de rug met enkele lijnen eromheen en een witte buik, vlak onder het oog zit een duidelijk lichter vlekje, vooral bij de mannetjes is deze te zien. De kleur is echter veranderlijk zoals bij de meeste boomkikkers, groen en donkerbruin komen ook voor. De binnenzijde van de dijen is meestal geel en soms roodgekleurd om vijanden af te schrikken. Deze zien dan onverwachts een felle kleur als de kikker wegspringt, wat sommige predatoren even in verwarring brengt. Hieraan danken ze ook de naam, want versicolor betekent 'meerdere kleuren', en rijmt dan ook niet met de Nederlandse (en Engelse) naam.
Er zijn aanwijzingen dat de grijze boomkikker oorspronkelijk een variatie was van een andere soort; Dryophytes chrysoscelis. Kruisingen tussen de verschillende soorten lijken ook sprekend op elkaar en zijn nauwelijks uit elkaar te houden. Ondanks het verspreidingsgebied, dat een grote overlap kent, zeldzaam. Beide soorten hebben een wat pad-achtig uiterlijk door de ruwe huid en grijsbruine kleur, maar allebei bezitten ze ook grote hechtschijven die padden niet hebben.

## Leefwijze
Het is een nachtactieve soort die leeft van insecten en andere ongewervelden die in struiken en bomen gevangen. Deze soort staat bekend om de klimmende levenswijze, de bomen en struiken worden alleen tijdens de paartijd verlaten. In het bloed is het antivriesmiddel glycerol aanwezig, waardoor het dier vorstperioden kan overleven.

## Voortplanting
De mannetjes lokken de vrouwtjes met hun gekwaak niet in het water maar op een overhangende tak. De voortplanting geschiedt meestal in tijdelijke poelen zoals bouwputten en de kikkervisjes ontwikkelen zich relatief erg snel. Ze komen na enkele dagen uit het ei en zijn te herkennen aan de oranje staartzoom.

## Verspreiding en habitat
De grijze boomkikker komt voor in zuidoostelijk Canada en het grootste deel van de Verenigde Staten tot aan de staat Texas. De kikker leeft in vochtige omgevingen in bosachtige streken en meestal in de buurt van water.